# Batalha de Caiboaté
A Batalha de Caiboaté foi travada em 10 de fevereiro de 1756 durante a Guerra Guaranítica. Do ponto de vista militar, tratou-se mais de um massacre que de uma batalha propriamente dita, tendo sido mortos cerca de 1 500 índios guaranis.

## Batalha
A batalha foi travada na localidade de Caiboaté Grande, interior da cidade de São Gabriel. Hoje nessa localidade há um monumento em homenagem as vidas perdidas nessa batalha, há também uma cruz de 5 metros de altura em alvenaria que substituiu uma cruz de toras de madeira cravada no local por padres jesuítas logo após a batalha. Fala-se na disposição das tropas indígenas em um formato de meia lua, dispostas frontalmente as tropas luso-hispânicas. No entanto, não se retrata tal formação como sendo côncava ou convexa, nem qual sua finalidade, se havia disposição organizada das tropas, pelotões de cavalaria e infantaria distintos. Pela disparidade das baixas, cerca de dez mortes do lado vencedor e mil e quinhentas do lado perdedor, é também de se supor o as tropas missioneiras como uma massa de indígenas e pessoas do campo liderada por alguns indígenas comissionados oficiais pelos jesuítas. Do lado luso-hispânico, havia entre os espanhóis, poucos praças regulares, mais voluntários arregimentados junto a fronteira em sua imensa maioria, atraídos por promessas de saque. Pelos portugueses, todos eram soldados e oficiais regulares, servidos por duas centenas e meia de escravos negros, artilhados com nove peças de bronze e três canhoneiras pequenas de ferro. Houve, sempre no campo das pressuposições baseadas nos parcos relatos da campanha, cobertura de artilharia sobre o avanço central da infantaria, e o envolvimento nos dois flancos pela cavalaria aliada, coisa que perpetuou-se ainda mais apenas para dar azo a faina assassina dos muitos irregulares fronteiriços.

## Estratégia indígena
A formação de meia lua foi utilizada, e trata-se de uma formação de defesa e contra ataque levando em consideração o exercito adversário ser maior e preparado, concentra-se o grosso dos índios na parte central chamando o fogo inimigo ou a cavalaria pesada para o embate, enquanto isso, duas pequenas partes se deslocam em grande velocidade para os flancos e ao decorrer da batalha fecha-se criando um bolsão, indo da meia lua ao círculo fechado usando flechas e lanças, bordunas e poucas armas de fogo, levando o inimigo ao embate direto. No caso dos espanhóis e portugueses, usavam armaduras que limitavam o locomover e a batalha direta com o sabre e lanças os deixando em desvantagem. Infelizmente não tinham conhecimento das canhoneiras de longo alcance e fogo pesado; antes que se fechasse o círculo, a parte central já havia perdido quase toda sua resistência, os deixando com a cavalaria pesada enquanto direcionavam os canhões para os flancos junto com uma parte da artilharia de bacamartes, desbaratando totalmente os indígenas que não conseguiram se aproximar suficiente para o uso das flechas e lanças. 
Nessa chacina os índios foram varados por lanças, por espadas, aconteceram degolas, outros tantos foram vitimados pelos canhões e imperou-se uma enorme brutalidade que não considerou nem os pedidos de clemência dos índios. Somente uns 150 índios foram tomados como reféns, contam os relatos históricos. 